# Club des Acteurs de la TéléSanté
Le Club des Acteurs de la TELésanté (CATEL) est un réseau national de compétences en télémédecine, qui a pour but de contribuer autant que possible au développement et la promotion de la télémédecine en France et dans le monde.

## Présentation et histoire
Le CATEL est une association à but non lucratif créée en 1997, régie par la loi de 1901, dans le cadre du développement exponentiel des technologies de l'information et de la communication (TIC) associées à la santé.
La structure a su progressivement faire évoluer ses champs d’activité, passant d’un rôle initial de mutualisation d’initiatives disparates en télésanté (Organisation de lieux d’échanges d’expériences), à une mission de diffusion d’informations en 2000 (Veille et transfert de connaissances), puis d’étude stratégique et d’assistant à maîtrise d’ouvrage en 2003 (Accompagnement collectif de projets innovants).
Outre une progression constante du nombre de ses membres depuis sa création, le CATEL a de plus renforcé ses liens internationaux. Depuis octobre 2006, il est devenu le seul membre français de l’International Society for Telemedecine and eHealth (ISfTeH).
On parle, lorsque l’association a une envergure internationale, de club. Initialement localisée en Bretagne, le Club des Acteurs de la TéléSanté s’est rapidement étendu au reste de la France, en lien avec le monde francophone (Canada, Belgique, Suisse, Afrique…) et l’international, pour répondre au besoin croissant dans ce vaste domaine de la télésanté. En répondant aux demandes croissantes des institutions et des collectivités, le CATEL dynamise la promotion et le développement des actions de télésanté, grâce à une expertise reconnue et une impartialité « industrielle ».

## Réseau CATEL
Après 10 ans d'existence, le CATEL compte en outre 700 membres et relais en France et dans les pays francophones, réunis pour répondre aux enjeux de santé publique et économiques de l’avènement de ces nouveaux outils au service de la pratique médicale et de la santé.
Il est par ailleurs au cœur d’un réseau électronique de plus de 14 000 contacts identifiés comme acteurs de la TéléSanté en francophonie. Ces membres sont répartis principalement sur le territoire français, en lien avec des réseaux homologues à l’étranger.
De plus, le CATEL possède de nombreux relais régionaux et est en relation avec les différentes institutions nationales (ministères, associations, fédérations) et internationales.
Les membres en sont multidisciplinaires, répartis en quatre collèges représentant les différents acteurs actuels de la télémédecine : professionnels de santé, associations et collectifs d’usagers, industriels, scientifiques.

## Mission
La mission du CATEL est de :
- promouvoir la télésanté en France, en relation avec les évolutions du secteur de la santé ;
- fédérer les acteurs français de la télésanté et les représenter en France et à l’étranger ;
- mener des actions de sensibilisation et de formation à la télésanté ;
- valoriser les acquis de la télésanté.

Les actions engagées et services rendus à dessein aux membres du CATEL, sont définis selon trois axes :
1. organisation de lieux d’échanges d’expériences :
  - la journée inter-régionale de TéléSanté annuelle (en visioconférence multisites avec ses relais en France et à l'étranger),
  - les groupes de réflexion et de formation, qui ont lieu en régions quatre fois par an sur des thèmes d'actualité,
  - participation à des manifestations de nombreuses manifestations de TéléSanté,
2. veille technologique et transfert de connaissances :
  - un site Internet, le portail de la TéléSanté[1],
  - une lettre de veille mensuelle, à destination des adhérents,
  - un flash d'informations, moyen de diffuser les appels à expertise, à partenaires, et à projets des adhérents auprès de ses 5 700 contacts,
  - les dossiers thématiques,
3. accompagnement collectif de projets innovants.

| Projet                                                            | Période     | Objet de l'accompagnement | Mots-clés                                                                                              |
| ----------------------------------------------------------------- | ----------- | --- | --- |
| adépafin (réseau périnatal des Côtes-d’Armor)                     | 2004        | Analyse et aide à la mise en place de téléstaffs. Réalisation d’un mode d’emploi de la visioconférence                                                                                       | Visioconférence                                                                                        |
| sicorem (réseau de soins Mucoouest)                               | Depuis 2004 | Accompagnement sur l’ensemble des réflexions liées à l’utilisation des nouvelles technologies                                                                                                | Dossier médical personnel, site Web, visioconférence                                                   |
| Altermed technologies (Belle-Île, Vannes, îles d’Houat, d’Hoëdic) | 2004 - 2005 | Projet d’expérimentation de services de télésanté innovants en zones insulaires et pour la structure HAD de la Clinique Océane                                                               | HAD, accès haut débit, visioconférence, téléconsultation…                                              |
| Projet age d’or (Monestier-de-Clermont)                           | 2005        | Analyse et mise en œuvre d’outils de télésanté dans un réseau d’EHPAD de l’Isère | Maisons de retraite, Visioconférence                                                                   |
| RESPEV                                                            | 2005-2006   | Mise en place de messagerie sécurisée et analyse du système d’informations du réseau | MAD, Messagerie Sécurisée, Système d’information                                                       |
| Association Vaincre la mucoviscidose et fédération des CRCM       | Depuis 2005 | Assistance sur les projets MucoDoméos et INED – ONM. Accompagnement à l’utilisation de la visioconférence                                                                                    | Dossier médical personnel (DMP), Visioconférence, site Web, logiciel d’enquête                         |
| Altermed usages (Belle-Île, clinique Oceane, EPSM ST AVE)         | 2006 – 2008 | Pérennisation des services de télésanté expérimentés lors d’Altermed technologies. Nouvelles expérimentations de télésanté en HAD, MAD et psychiatrie. Diffusion sur d’autres territoires, … | Visioconférence, valise de télésanté, TéléMAD, téléconsultation UMTS, IPv6…                            |
| Ministère de l’Industrie / CGTI                                   | 2006        | Participation à un groupe de travail « Filières industrielles, offre et prospective » intégré dans une concertation nationale « Système d’information du système de santé »                  | Prospective, réflexion collective                                                                      |
| Pont-Audemer                                                      | 2006        | Accompagnement du Pays Risle-Estuaire dans la mise en œuvre des premiers services de télésanté répondant au besoin du territoire                                                             | Télésanté sur un territoire, Aide au montage de dossier d’appel à projets « Pôle d’excellence rurale » |
| Société Medtronic France                                          | 2006        | Développement d’une solution de télésurveillance à domicile de patients présentant des problèmes de gestion du rythme cardiaque                                                              | Télésurveillance, cardiologie                                                                          |
| Conseil régional de Lorraine                                      | 2006        | Expertise de projets de télésanté | Analyse, Évaluation de projets de télésanté                                                            |
| Pays Gapençais et Sisteronais-Buëch                               | 2007        | Accompagnement collectif pour la mise en œuvre de services de TéléSanté sur les territoires Gapençais et Sisteronais-Buëch                                                                   | Visioconférence, Valise de télésanté, TéléMAD, TéléHad, téléconsultation, DMP, messagerie sécurisée…   |

## Services réservés aux membres
Être membre du Réseau CATEL permet de
- recevoir la Lettre de Veille Télésanté mensuelle ;
- accéder grâce un mot de passe à tous les articles, archives, et dossiers thématiques disponibles sur  ;
- bénéficier de la mise en relation avec d'autres membres du réseau ;
- promouvoir vos projets en France et à l'étranger en publiant vos articles sur le portail ;
- lancer des appels à expériences / à partenaires auprès de nos 14000 contacts ;
- bénéficier de tarifs privilégiés pour la participation aux événements du CATEL : groupes de réflexion et de formation, journée Télésanté annuelle, etc.
- utiliser le logo CATEL.